# Az FC Sopron 2005–2006-os szezonja
Az FC Sopron 2005–2006-os szezonja szócikk az FC Sopron első számú férfi labdarúgócsapatának egy szezonjáról szól.

## Mérkőzések
| Színmagyarázat | Színmagyarázat |
| -------------- | -------------- |
|                | Győzelem.      |
|                | Döntetlen.     |
|                | Vereség.       |

### UEFA-kupa
2. selejtezőkör
| 2005. augusztus 11. 20:30 |

| FC Sopron  | 0 – 3   | Metalurh Doneck                                                        |
| ---------- | ------- | ---------------------------------------------------------------------- |
| Bagoly 38' | (0 – 0) | Shyshchenko 52' Oleksienko 87' 90' Florea 36' Checher 42' Melikyan 83' |

| Káposztás utcai Stadion, Sopron Nézőszám: 4 000 Játékvezető: Karen Nalbandján (örmény) |

| 2005. augusztus 25. 18:00 |

| Metalurh Doneck                                 | 2 – 1   | FC Sopron                               |
| ----------------------------------------------- | ------- | --------------------------------------- |
| Zotov 57' Oleksienko 89' (11-esből) Checher 34' | (0 – 0) | Florea 88' (öngól) Bagoly 64' Hanák 68' |

| Metalurh Stadion, Doneck Nézőszám: 7 000 Játékvezető: Michael Ross (északír) |

### Borsodi Liga 2005–06

#### Őszi fordulók
| 1. forduló 2005. július 30. 19:00 |

| FC Sopron                             | 1 – 1   | Budapest Honvéd                          |
| ------------------------------------- | ------- | ---------------------------------------- |
| Lazić 66' (11-esből) 52' Costisor 41' | (0 – 0) | Vadócz 58' (11-esből) Zana 2' Kovács 59' |

| Káposztás utcai Stadion, Sopron Nézőszám: 3 700 Játékvezető: Arany Tamás (magyar) |

| 2. forduló 2005. augusztus 6. 19:00 |

| Lombard Pápa                                                  | 1 – 2   | FC Sopron                                            |
| ------------------------------------------------------------- | ------- | ---------------------------------------------------- |
| Kovrig 89' (11-esből) 24' Lipták 16' Szkukalek 43' Lászka 49' | (0 – 2) | Horváth 41' 15' Ibrić 45' 45+1' Fehér 24' Bagoly 35' |

| Perutz Stadion, Pápa Nézőszám: 2 200 Játékvezető: Szabó Zsolt (magyar) |

| 3. forduló 2005. augusztus 20. 19:00 |

| FC Sopron                        | 0 – 1   | Zalaegerszegi TE                      |
| -------------------------------- | ------- | ------------------------------------- |
| Costisor 8' Demjén 28' Lazić 54' | (0 – 0) | Kocsárdi 47' 43' Józsi 32' László 76' |

| Káposztás utcai Stadion, Sopron Nézőszám: 2 700 Játékvezető: Bede Ferenc (magyar) |

| 4. forduló 2005. augusztus 28. 19:00 |

| Kaposvári Rákóczi                | 2 – 0   | FC Sopron                      |
| -------------------------------- | ------- | ------------------------------ |
| Zsolnai 39' Máté 54' Nagypál 42' | (1 – 0) | Csordás 28' Ibrić 45' Sira 74' |

| Rákóczi Stadion, Kaposvár Nézőszám: 2 500 Játékvezető: Szarka Zoltán (magyar) |

| 5. forduló 2005. szeptember 17. 19:00 |

| FC Sopron                                           | 0 – 3   | MTK Budapest                                          |
| --------------------------------------------------- | ------- | ----------------------------------------------------- |
| Bagoly 42' Cotan 72' Sifter 78' Vén 79' Landerl 80' | (0 – 2) | Czvitkovics 15' Hrepka 32' 52' Lambulić 37' Selei 86' |

| Káposztás utcai Stadion, Sopron Nézőszám: 1 800 Játékvezető: Makai János (magyar) |

| 6. forduló 2005. szeptember 24. 19:00 |

| Győri ETO                        | 2 – 1   | FC Sopron                                 |
| -------------------------------- | ------- | ----------------------------------------- |
| Vincze 4' (11-esből) Kenesei 26' | (2 – 1) | Landerl 43' Horváth 5' Bagoly 48' Vén 67' |

| ETO Park, Győr Nézőszám: 2 500 Játékvezető: Gergely Sándor (magyar) |

| 7. forduló 2005. október 1. 18:00 |

| FC Sopron            | 1 – 1   | Újpest                 |
| -------------------- | ------- | ---------------------- |
| Landerl 4' Cotan 15' | (1 – 1) | Tóth N. 2' Vlaszák 48′ |

| Káposztás utcai Stadion, Sopron Nézőszám: 3 300 Játékvezető: Arany Tamás (magyar) |

| 8. forduló 2005. október 15. 18:00 |

| Diósgyőr   | 1 – 1   | FC Sopron                                           |
| ---------- | ------- | --------------------------------------------------- |
| Gáspár 26' | (1 – 1) | Gáspár 3' (öngól) Horváth 41' Bagoly 67' Sifter 83' |

| DVTK-stadion, Miskolc Nézőszám: 5 500 Játékvezető: Sápi Csaba (magyar) |

| 9. forduló 2005. október 22. 18:00 |

| FC Sopron                      | 2 – 0   | Vasas                                     |
| ------------------------------ | ------- | ----------------------------------------- |
| Cotan 53' Bagoly 75' Cigan 64' | (0 – 0) | Tóth 22' Molnár 41' Rósa 43' Bárányos 52' |

| Káposztás utcai Stadion, Sopron Nézőszám: 4 000 Játékvezető: Szarka Zoltán (magyar) |

| 10. forduló 2005. október 29. 18:00 |

| Rákospalotai EAC                                                        | 1 – 0   | FC Sopron |
| ----------------------------------------------------------------------- | ------- | --------- |
| Nyerges 90+2' (11-esből) 83' Nagy 43' Virágh 77' Horváth 81' Kovács 87' | (0 – 0) | Cotan 41' |

| Budai II László Stadion, Budapest Nézőszám: 1 500 Játékvezető: Makai János (magyar) |

| 11. forduló 2005. november 5. 18:00 |

| FC Sopron                                    | 3 – 1   | Pécsi MFC                                         |
| -------------------------------------------- | ------- | ------------------------------------------------- |
| Horváth 28' 48' 22' Signori 88' Costisor 71' | (1 – 1) | Balaskó 2' 12' Bajusz 49' Dienes 58' Szekeres 82' |

| Káposztás utcai Stadion, Sopron Nézőszám: 3 600 Játékvezető: Erdős József (magyar) |

| 12. forduló 2005. november 19. 17:00 |

| Debreceni VSC                                                                | 3 – 1   | FC Sopron                                              |
| ---------------------------------------------------------------------------- | ------- | ------------------------------------------------------ |
| Sidibe 5' Halmosi 10' Brnović 42' (11-esből) Bernáth 68' Dombi 74' Virág 90' | (3 – 0) | Signori 58' (11-esből) Bagoly 26' Cotan 39' Sifter 69' |

| Oláh Gábor utcai stadion, Debrecen Nézőszám: 6 000 Játékvezető: Saskőy Szabolcs (magyar) |

| 13. forduló 2005. november 26. 17:00 |

| FC Sopron                                           | 5 – 1   | FC Tatabánya                                |
| --------------------------------------------------- | ------- | ------------------------------------------- |
| Bagoly 16' 53' 62' Horváth 28' Demjén 33' Fehér 44' | (3 – 0) | Márkus 48' Kerényi 2' Jerson 75' Balogh 88' |

| Káposztás utcai Stadion, Sopron Nézőszám: 1 500 Játékvezető: Vad II. István (magyar) |

| 14. forduló 2005. december 3. 15:00 |

| FC Sopron           | 1 – 1   | FC Fehérvár            |
| ------------------- | ------- | ---------------------- |
| Cigan 2' Bagoly 35' | (1 – 1) | Simek 31' Schwarcz 58' |

| Káposztás utcai Stadion, Sopron Nézőszám: 3 300 Játékvezető: Bede Ferenc (magyar) |

| 15. forduló 2005. december 10. 15:00 |

| Ferencváros                                     | 1 – 0   | FC Sopron |
| ----------------------------------------------- | ------- | --------- |
| Balog 92' Csepregi 44' Bognár 80' Bajevszki 93' | (0 – 0) | Ibrić 77' |

| Üllői úti stadion, Budapest Nézőszám: 4 000 Játékvezető: Fábián Mihály (magyar) |

#### Tavaszi fordulók
| 16. forduló 2006. február 25. 16:00 |

| Budapest Honvéd | 0 – 3   | FC Sopron                                                |
| --------------- | ------- | -------------------------------------------------------- |
|                 | (0 – 1) | Signori 17' Horváth 56' Demjén 83' László 50' Bagoly 55' |

| Bozsik József Stadion, Budapest Nézőszám: 2 000 Játékvezető: Solymosi Péter (magyar) |

| 17. forduló 2006. március 4. 16:00 |

| FC Sopron            | 2 – 0   | Lombard Pápa |
| -------------------- | ------- | ------------ |
| Demjén 37' Cigan 69' | (1 – 0) | Stevica 29'  |

| Káposztás utcai Stadion, Sopron Nézőszám: 2 600 Játékvezető: Erdős József (magyar) |

| 18. forduló 2006. március 11. 15:00 |

| Zalaegerszegi TE                     | 2 – 2   | FC Sopron                                     |
| ------------------------------------ | ------- | --------------------------------------------- |
| Sebők V. 38' 42' Lendvai 87′ Kaj 90' | (2 – 1) | Sira 15' Horváth 66' Silvestri 31' Bagoly 42' |

| ZTE Aréna, Zalaegerszeg Nézőszám: 5 500 Játékvezető: Vad II. István (magyar) |

| 19. forduló 2006. március 18. 16:00 |

| FC Sopron                                                              | 2 – 0   | Kaposvári Rákóczi                                     |
| ---------------------------------------------------------------------- | ------- | ----------------------------------------------------- |
| Bagoly 22' Horváth 38' Sartor 36' Cigan 50' Rabóczki 78' Csontos 90+2' | (2 – 0) | Pintér 44' Kriston 51' Kovácsevics 58' Vasiljević 71' |

| Káposztás utcai Stadion, Sopron Nézőszám: 3 000 Játékvezető: Kassai Viktor (magyar) |

| 20. forduló 2006. március 25. 17:00 |

| MTK Budapest                          | 2 – 0   | FC Sopron               |
| ------------------------------------- | ------- | ----------------------- |
| Zabos 19' (11-esből) 82' Lambulić 90' | (1 – 0) | Munteanu 45' László 81′ |

| Hidegkuti Nándor Stadion, Budapest Nézőszám: 1 000 Játékvezető: Fábián Mihály (magyar) |

| 21. forduló 2006. április 1. 15:00 |

| FC Sopron                                                             | 2 – 0   | Győri ETO                            |
| --------------------------------------------------------------------- | ------- | ------------------------------------ |
| Horváth 4' (11-esből) Radu 50' 62' Sifter 43' Bagoly 80' Feczesin 86' | (1 – 0) | Stevanović 4' Vincze 20' Pusztai 69' |

| Káposztás utcai Stadion, Sopron Nézőszám: 4 200 Játékvezető: Gergely Sándor (magyar) |

| 22. forduló 2006. április 8. 15:00 |

| Újpest                                              | 2 – 1   | FC Sopron                                                   |
| --------------------------------------------------- | ------- | ----------------------------------------------------------- |
| Tisza 32' Rajczi 79' (11-esből) Hullám 10' Erős 60' | (1 – 0) | Horváth 61' (11-esből) Cotan 71' Silvestri 85' Sifter 90+1' |

| Szusza Ferenc Stadion, Budapest Nézőszám: 4 215 Játékvezető: Kassai Viktor (magyar) |

| 23. forduló 2006. április 15. 18:00 |

| FC Sopron                                                   | 2 – 1   | Diósgyőr                         |
| ----------------------------------------------------------- | ------- | -------------------------------- |
| Cigan 18' Horváth 77' 86' Radu 16' Signori 35' Feczesin 49' | (1 – 0) | Binder 87' Halgas 23' Farkas 31' |

| Káposztás utcai Stadion, Sopron Nézőszám: 3 400 Játékvezető: Szabó Zsolt (magyar) |

| 24. forduló 2006. április 21. 19:00 |

| Vasas                 | 1 – 1   | FC Sopron    |
| --------------------- | ------- | ------------ |
| Csordás 75' Balog 55' | (0 – 0) | Munteanu 90' |

| Illovszky Rudolf Stadion, Budapest Nézőszám: 2 500 Játékvezető: Arany Tamás (magyar) |

| 25. forduló 2006. április 29. 18:00 |

| FC Sopron | 0 – 1   | Rákospalotai EAC                           |
| --------- | ------- | ------------------------------------------ |
|           | (0 – 1) | Török 1' Horváth 4' Somorjai 8' Kovács 50' |

| Káposztás utcai Stadion, Sopron Nézőszám: 1 500 Játékvezető: Solymosi Péter (magyar) |

| 26. forduló 2006. május 6. 19:00 |

| Pécsi MFC            | 2 – 1   | FC Sopron                           |
| -------------------- | ------- | ----------------------------------- |
| Vujić 48' Bajusz 52' | (0 – 0) | Ibrić 74' Ivancsics 21' Horváth 56' |

| PMFC Stadion, Pécs Nézőszám: 2 000 Játékvezető: Saskőy Szabolcs (magyar) |

| 27. forduló 2006. május 13. 19:00 |

| FC Sopron   | 0 – 2   | Debreceni VSC                                   |
| ----------- | ------- | ----------------------------------------------- |
| Horváth 58' | (0 – 1) | Sidibe 33' Halmosi 86' Bernáth 44' Szatmári 89' |

| Káposztás utcai Stadion, Sopron Nézőszám: 3 200 Játékvezető: Solymosi Péter (magyar) |

| 28. forduló 2006. május 20. 18:00 |

| FC Tatabánya                         | 3 – 2   | FC Sopron                                                           |
| ------------------------------------ | ------- | ------------------------------------------------------------------- |
| Márkus 17' 53' Kouemaha 85' Filó 32' | (1 – 2) | Costisor 11' Rajnay 24' (öngól) Silvestri 20' Sifter 40' Demjén 45' |

| Városi Stadion, Tatabánya Nézőszám: 3 500 Játékvezető: Erdős József (magyar) |

| 29. forduló 2006. május 27. 18:00 |

| FC Fehérvár                                          | 2 – 2   | FC Sopron                                      |
| ---------------------------------------------------- | ------- | ---------------------------------------------- |
| Sitku 11' (11-esből) 62' 55' Schwarcz 34' Farkas 90' | (1 – 1) | Bagoly 38' Horváth 70' (11-esből) Costisor 22' |

| Sóstói Stadion, Székesfehérvár Nézőszám: 6 000 Játékvezető: Török Károly (magyar) |

| 30. forduló 2006. június 2. 19:00 |

| FC Sopron                  | 1 – 1   | Ferencváros              |
| -------------------------- | ------- | ------------------------ |
| Bagoly 88' 54' Horváth 90' | (0 – 1) | Bajevszki 14' Laczkó 54' |

| Káposztás utcai Stadion, Sopron Nézőszám: 2 000 Játékvezető: Arany Tamás (magyar) |

#### Végeredmény
|    | Csapat            | Játszott | Gy | D  | V  | L  | K  | GK  | Pont |
| -- | ----------------- | -------- | -- | -- | -- | -- | -- | --- | ---- |
| 1  | Debreceni VSC     | 30       | 20 | 8  | 2  | 69 | 34 | +35 | 68   |
| 2  | Újpest            | 30       | 20 | 5  | 5  | 74 | 37 | +37 | 65   |
| 3  | FC Fehérvár       | 30       | 19 | 7  | 4  | 52 | 24 | +28 | 64   |
| 4  | MTK Budapest      | 30       | 18 | 6  | 6  | 65 | 33 | +32 | 60   |
| 5  | FC Tatabánya      | 30       | 11 | 8  | 11 | 46 | 45 | +1  | 41   |
| 6  | Ferencváros       | 30       | 10 | 11 | 9  | 43 | 38 | +5  | 41   |
| 7  | Kaposvári Rákóczi | 30       | 10 | 7  | 13 | 35 | 41 | -6  | 37   |
| 8  | Diósgyőr          | 30       | 10 | 7  | 13 | 33 | 44 | -11 | 37   |
| 9  | Győri ETO         | 30       | 9  | 9  | 12 | 47 | 50 | -3  | 36   |
| 10 | FC Sopron         | 30       | 9  | 8  | 13 | 39 | 39 | 0   | 35   |
| 11 | Zalaegerszegi TE  | 30       | 9  | 8  | 13 | 42 | 47 | -5  | 35   |
| 12 | Pécsi MFC         | 30       | 8  | 9  | 13 | 37 | 41 | -4  | 33   |
| 13 | Budapest Honvéd   | 30       | 8  | 9  | 13 | 33 | 52 | -19 | 33   |
| 14 | Rákospalotai EAC  | 30       | 7  | 5  | 18 | 30 | 59 | -29 | 26   |
| 15 | Vasas             | 30       | 5  | 10 | 15 | 32 | 47 | -15 | 25   |
| 16 | Lombard Pápa      | 30       | 5  | 7  | 18 | 30 | 76 | -46 | 22   |

1. ↑  Intertotó-kupa induló

#### Helyezések fordulónként
| Forduló  | 1 | 2  | 3 | 4 | 5  | 6  | 7  | 8  | 9  | 10 | 11 | 12 | 13 | 14 | 15 | 16 | 17 | 18 | 19 | 20 | 21 | 22 | 23 | 24 | 25 | 26 | 27 | 28 | 29 | 30 |
| -------- | - | -- | - | - | -- | -- | -- | -- | -- | -- | -- | -- | -- | -- | -- | -- | -- | -- | -- | -- | -- | -- | -- | -- | -- | -- | -- | -- | -- | -- |
| Helyszín | O | I  | O | I | O  | I  | O  | I  | O  | I  | O  | I  | O  | O  | I  | I  | O  | I  | O  | I  | O  | I  | O  | I  | O  | I  | O  | I  | I  | O  |
| Eredmény | D | GY | V | V | V  | V  | D  | D  | GY | V  | GY | V  | GY | D  | V  | GY | GY | D  | GY | V  | GY | V  | GY | D  | V  | V  | V  | V  | D  | D  |
| Helyezés | 8 | 5  | 8 | 9 | 13 | 13 | 14 | 14 | 11 | 13 | 11 | 11 | 10 | 9  | 12 | 10 | 8  | 9  | 5  | 7  | 6  | 7  | 5  | 6  | 6  | 7  | 7  | 9  | 9  | 10 |

Helyszín: O = Otthon; I = Idegenben. Eredmény: GY = Győzelem; D = Döntetlen; V = Vereség.

#### Eredmények összesítése
Az alábbi táblázatban összesítve szerepelnek az FC Sopron 2005/06-os bajnokságban elért eredményei.
| Ősz/tavasz (forduló)    | Otthon | Otthon | Otthon | Otthon | Otthon | Otthon | Otthon | Idegenben | Idegenben | Idegenben | Idegenben | Idegenben | Idegenben | Idegenben |
| Ősz/tavasz (forduló)    | M      | GY     | D      | V      | LG–KG  | GK     | P      | M         | GY        | D         | V         | LG–KG     | GK        | P         |
| ----------------------- | ------ | ------ | ------ | ------ | ------ | ------ | ------ | --------- | --------- | --------- | --------- | --------- | --------- | --------- |
| Őszi szezon (1–15.)     | 8      | 3      | 3      | 2      | 13–9   | +4     | 12     | 7         | 1         | 1         | 5         | 5–11      | –6        | 4         |
| Tavaszi szezon (16–30.) | 7      | 4      | 1      | 2      | 9–5    | +4     | 13     | 8         | 1         | 3         | 4         | 12–14     | –2        | 6         |
| Összesen (1–30.)        | 15     | 7      | 4      | 4      | 22–14  | +8     | 25     | 15        | 2         | 4         | 9         | 17–25     | –8        | 10        |

## Külső hivatkozások
- A csapat hivatalos honlapja (magyarul)
- A csapat mérkőzései a transfermarkt.de-n (németül)